# Cyclo-cross du Mingant
Le Cyclo-cross du Mingant est une course cycliste internationale dans les sous-bois se déroulant chaque année dans le Finistère dans la commune de Lanarvily. Elle existe depuis 1958, elle fut créée par Jean Le Hir, un agriculteur cycliste. Depuis ce jour, ce circuit a évolué afin d'y concevoir plusieurs coupes de France et Championnats de France, et même un championnat du monde en 1982.

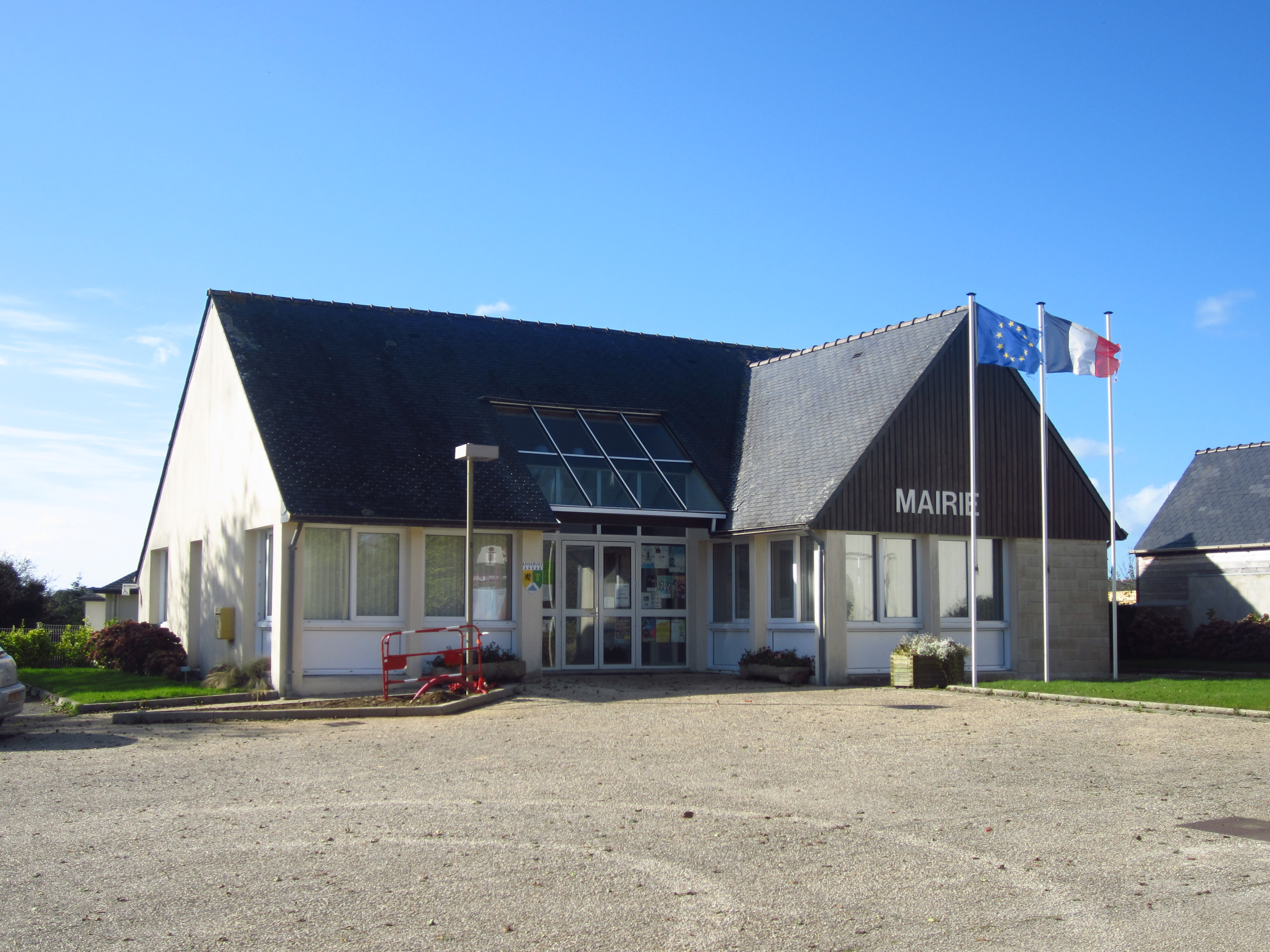
La commune de Lanarvily accueille le cyclo-cross chaque année.

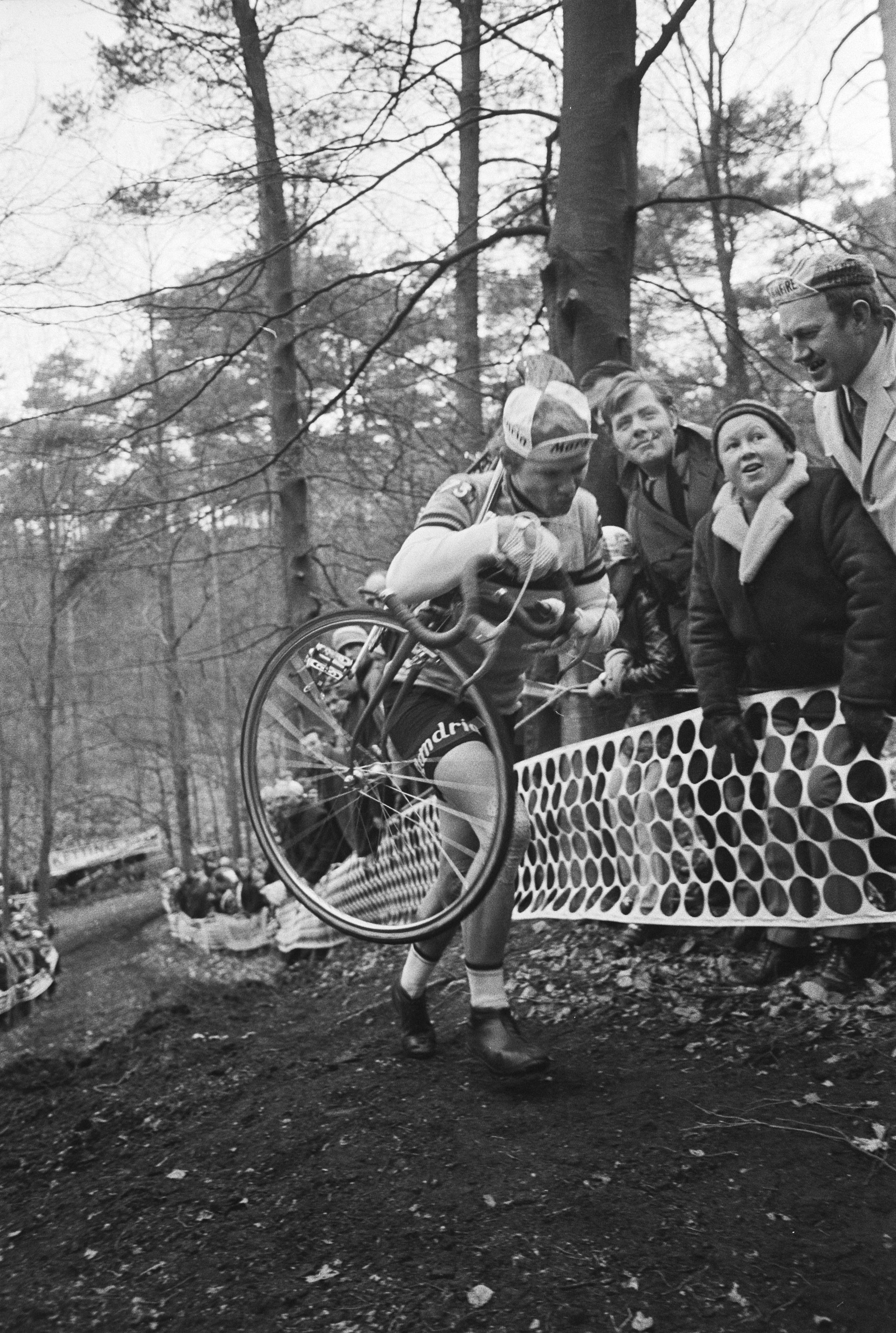
Erik de Vlaeminck, 1971 Cyclo-cross World Championships

## Histoire
Le lieu se prêtait à la création d'un cyclo-cross : le circuit du Mingant propose un champ agricole entouré de sous-bois et d'une route de campagne. Le circuit mesure 2730 mètres, dont 76 mètres sur deux escaliers. Jean Le Hir, son créateur, y est toujours présent : depuis 1958, il n'a pas manqué une seule fois le rendez vous annuel de Lanarvily, même si l'organisation est désormais confiée à Patrick Le Her. Ce cyclo-cross qui a débuté, en 1958, par une simple course, accueille les championnats de Bretagne en 1965, puis les championnats de France en 1973, et enfin les championnats du monde en 1982. Grâce à cette évolution, le cyclo-cross de Lanarvily est connu mondialement et les concurrents sont de plus en plus nombreux à se déplacer jusque dans le Finistère pour concourir.

## Palmarès

### Hommes élites

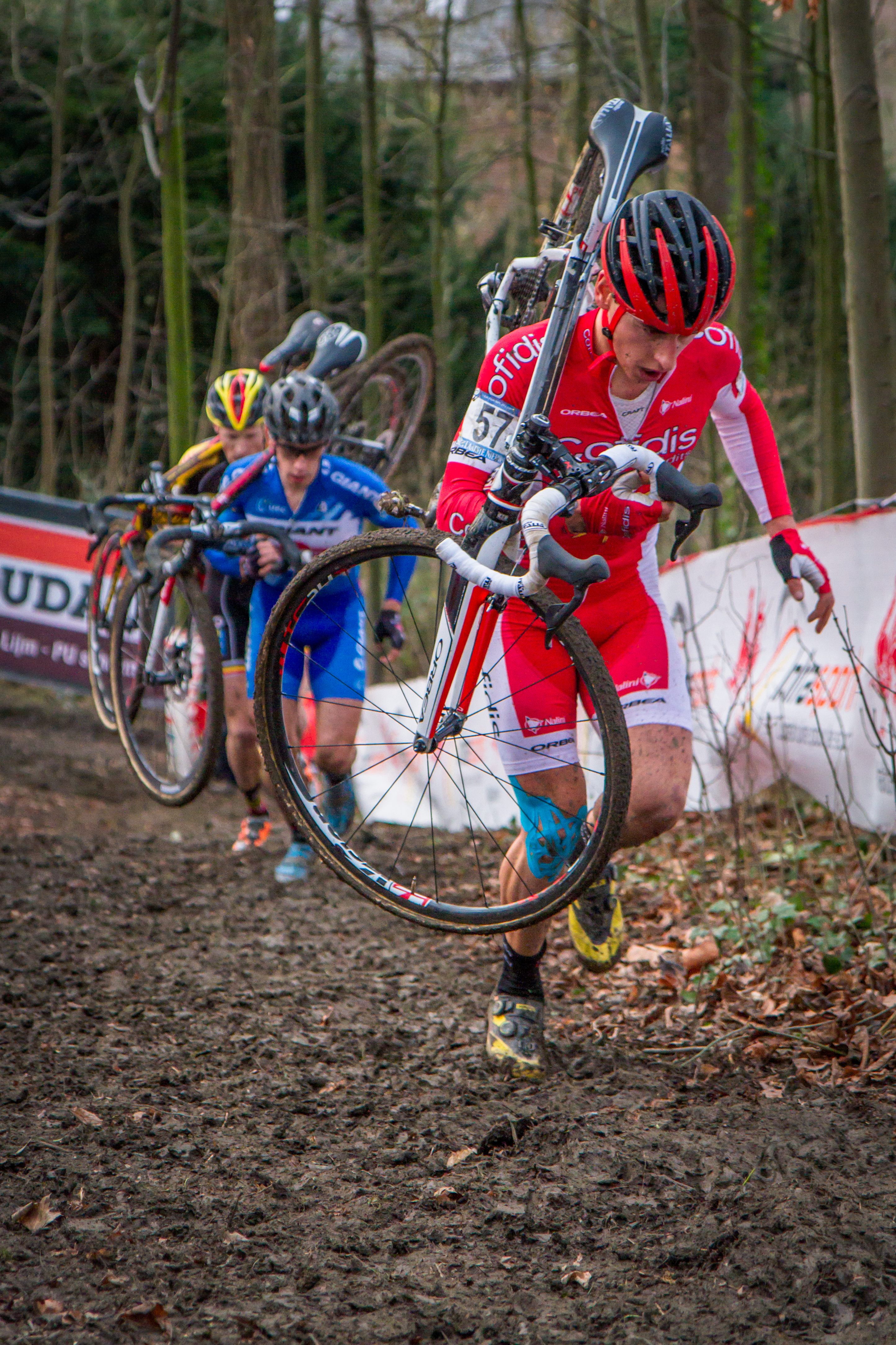
Partie montante d'un circuit de cyclo-cross.
Clement Venturini (FRA), Lars van der Haar (NLD) and Klaas Vantornout (BEL).

| Année | Vainqueur           | Deuxième            | Troisième               | Épreuve                |
| 1958  | Jean Le Hir         | Jean Plouzen        | René Milin              |                        |
| 1959  | Jean Guedard        | Jean Le Hir         | Gérard Le Roux          |                        |
| 1960  | Fernand Laporte     | Martinet            | Gérard Le Roux          |                        |
| 1961  | Jean Regnier        | Robert Le Denmat    | Gilbert Gouyette        |                        |
| 1962  | Fernand Laporte     | Emmanuel Crenn      | Pierre Hamon            |                        |
| 1963  | Fernand Picot       | Gérard Le Roux      | Andre Quemere           |                        |
| 1964  | Fernand Picot       | Gérard Le Roux      | Robert Le Denmat        |                        |
| 1965  | Robert Le Denmat    | Alfred Richeux      | Alain Thomas            |                        |
| 1966  | Alfred Richeux      | Robert Le Denmat    | André Foucher           |                        |
| 1967  | Alfred Richeux      | Fernand Menez       | Jean-Michel Richeux     |                        |
| 1968  | Alfred Richeux      | Alain Thomas        | Fernand Menez           |                        |
| 1969  | Yves Ravaleu        | Louis Le Roux       | Joel Blevin             |                        |
| 1969  | Alfred Richeux      | Yves Le Roux        | Pennec                  |                        |
| 1970  | Alfred Richeux      | Fernand Menez       | Yves Ravaleu            |                        |
| 1971  | Jean-Michel Richeux | Fernand Menez       | Pierre Matignon         |                        |
| 1972  | Jean-Michel Richeux | Fernand Menez       | Alain Thomas            |                        |
| 1973  | André Wilhelm       | Pierre Bernet       | Jean-Yves Plaisance     | Championnats de France |
| 1974  | Jean-Yves Plaisance | Raymond Teschke     | Gilbert Lahalle         |                        |
| 1974  | Jean-Yves Plaisance | Gilbert Lahalle     | Hilaire Desclos         |                        |
| 1976  | Cyrille Guimard     | Jeff Morris         | Christian Bonnad        |                        |
| 1977  | Jean-Yves Plaisance | Vro Ritter          | Gilbert Lahalle         |                        |
| 1978  | Alex Gérardin       | Jean-Yves Plaisance | Jean Chassang           |                        |
| 1979  | Hilaire Desclos     | Denis Lesne         | Georges Semence         |                        |
| 1980  | Jean-Yves Plaisance | Johan Ghyllebert    | Hilaire Desclos         |                        |
| 1981  | Roger De Vlaeminck  | Johan Ghyllebert    | Hilaire Desclos         |                        |
| 1982  | Roland Liboton      | Albert Zweifel      | Hennie Stamsnijder      | Championnats du monde  |
| 1983  | Daniel Perret       | Didier Martinez     | Hilaire Desclos         |                        |
| 1984  | Johan Ghyllebert    | Patrice Thevenard   | Martial Gayant          |                        |
| 1985  | Johan Ghyllebert    | Gilles Dubuis       | Alain Daniel            |                        |
| 1986  | Yvon Madiot         | Radomir Simunek Sr. | Alain Daniel            |                        |
| 1987  | Ronan Pensec        | Christophe Lavainne | Steve Cools             |                        |
| 1988  | Yvon Madiot         | Marc Madiot         | Adri Van Der Poel       |                        |
| 1989  | Adri Van Der Poel   | Yvon Madiot         | Dominique Arnould       |                        |
| 1990  | Christophe Lavainne | Radomir Simunek Sr. | Bruno Lebras            |                        |
| 1991  | Emmanuel Magnien    | Alain Daniel        | Adri Van Der Poel       |                        |
| 1992  | Adri Van Der Poel   | Christophe Lavainne | Ronan Pensec            |                        |
| 1993  | Rémy Hello          | Jiri Pospisil       | Ondrej Lukes            |                        |
| 1994  | Jérôme Chiotti      | Jiri Pospisil       | Pedro Rosselle          |                        |
| 1995  | Jérôme Chiotti      | David Pagnier       | Patrice Halgand         |                        |
| 1996  | Emmanuel Magnien    | Jérôme Chiotti      | Patrice Halgand         | Championnats de France |
| 1997  | Christophe Mengin   | Filip Meirhaeghe    | Sébastien Loigerot      |                        |
| 1998  | Danny De Bie        | David Willemsens    | David Pagnier           |                        |
| 1999  | Christophe Morel    | David Willemsens    | Sébastien Loigerot      |                        |
| 2000  | David Pagnier       | Christophe Morel    | Régis Duros             |                        |
| 2001  | Daniele Pontoni     | Mario De Clercq     | Arne Daelmans           |                        |
| 2002  | Peter Van Santvliet | Arne Daelmans       | Ben Berden              |                        |
| 2003  | John Gadret         | Cyrille Bonnand     | Dominique Arnould       |                        |
| 2004  | Mario De Clercq     | Jiri Pospisil       | Michael Baumgartner     |                        |
| 2005  | Sven Nys            | Richard Groenendaal | Enrico Franzoi          | Coupe du monde         |
| 2006  | Arnaud Labbe        | David Willemsens    | Cyrille Bonnand         |                        |
| 2007  | Francis Mourey      | John Gadret         | Jérôme Chevallier       | Championnats de France |
| 2008  | Julien Belgy        | Ben Berden          | Geoffrey Clochez        |                        |
| 2009  | Cyrille Bonnand     | Ben Berden          | Jan Verstraeten         |                        |
| 2010  | Rob Peeters         | Ben Berden          | Tom Van Den Bosch       |                        |
| 2011  | Francis Mourey      | John Gadret         | Arnold Jeannesson       | Championnats de France |
| 2012  | Arnold Jeannesson   | John Gadret         | Kenneth Van Compernolle |                        |
| 2013  | Arnold Jeannesson   | Francis Mourey      | Sven Vanthourenhout     |                        |
| 2014  | Francis Mourey      | John Gadret         | Matthieu Boulo          |                        |
| 2014  | Francis Mourey      | Clément Lhotellerie | Clément Venturini       | Coupe de France        |
| 2016  | Joeri Adams         | John Gadret         | Florian Le Corre        |                        |
| 2017  | Clément Venturini   | Arnold Jeannesson   | John Gadret             | Championnats de France |
| 2018  | Arnold Jeannesson   | Matthieu Boulo      | Valentin Guillaud       |                        |
| 2019  | Valentin Guillaud   | Antoine Benoist     | Steve Chainel           |                        |

### Femmes élites
| Année | Vainqueur              | Deuxième           | Troisième          |
| 2001  | Anne Le Lez            | Gwenaelle Billant  |                    |
| 2002  | Nadia Triquet-Claude   | Francoise Clouet   | Morgane Cozler     |
| 2009  | Johanna Bleuzen        | Audrey Richard     | Fanny Gouya        |
| 2010  | Alexandra Rannou       | Audrey Richard     | Fanny Gouya        |
| 2014  | Pauline Ferrand-Prévot | Caroline Mani      | Maëlle Grossetête  |
| 2016  | Maeva Calvez           | Julie Treguier     | Katerina Mudrikova |
| 2019  | Amandine Fouquenet     | Marine Strappazzon | Maëva Squiban      |

## Manifestations similaires dans le Finistère
D'autres communes du Finistère accueillent des courses de cyclo-cross :
- Cyclo-cross de Kerlouan
- Cyclo-cross du Drennec
- Cyclo-cross de Châteauneuf Du Faou
- Cyclo-cross de Quimper
- Cyclo-cross de Trégunc
- Cyclo-cross de Pleyben